# Leif Lindström
Leif Lindström, född 3 maj 1951 i Lidköping, är en svensk tidigare racerförare, numera bilsportkommentator på Eurosport. Han driver Leif Lindström Promotion AB, som ligger bakom racingserierna Swedish GT Series, Ginetta G20 Cup och Trofeo Abarth 500 Sweden. Lindström brukar även vara speaker under Swedish GT Series tävlingar. Som racerförare har Lindström blivit svensk mästare i Formel 3.

## Racingkarriär
Lindström började sin karriär inom standardvagnsracing, men bytte till Sports 2000 när klassen kom till Sverige från Storbritannien år 1979. I en Lola blev han trea i det svenska mästerskapet säsongen 1980 och två år senare fyra i det europeiska med en Royale. Under 1982 blev han även fyra i Lucas Nordic Cup med samma bil.

### Formel 3 (1984-1985)
Lindström bytte till det svenska mästerskapet i formel 3 till år 1984, då han redan var 33 år gammal. Han körde en Ralt med Toyotamotor och lyckades vinna mästerskapet, efter att ha tagit pallplatser i tre av säsongens sex race. Lindström fortsatte i klassen även år 1985, men blev den här gången trea i det svenska mästerskapet, samt nia i det nordiska och sjuttonde i det nystartade European Formula Three Cup, som kördes på franska Circuit Paul Ricard. Lindström lämnade därefter formel 3 och körde ett år i Modsport 2 Sweden 1986, där han blev tvåa totalt.

### Sportvagnsracing och slutet av karriären (1987-1995)
Säsongen 1987 körde Lindström i C2-klassen i World Sports-Prototype Championship, världsmästerskapet i sportvagnsracing. Han tävlade tillsammans med dansken Thorkild Thyrring i en Tiga Race Cars GC287 med Fordmotor och blev trea i deras klass i premiären på Circuito Permanente del Jarama. De körde sedan de två följande tävlingarna, men tvingades bryta båda, för att sedan lämna mästerskapet.
Det blev inget tävlande i World Sports-Prototype Championship 1988, men 1989 körde han och John Sheldon en Tiga GC289 på Suzuka International Racing Course, där de dock blev diskvalificerade för att ha fått hjälp i starten. Det blev Lindströms sista framträdande inom internationell racing, men han fortsatte ett tag till hemma i Sverige och vann Kenwood Sportscar Cup 1991, samt blev femma i REAB SportsCar Cup 1995.

### Karriärstatistik
| År   | Klass/Mästerskap                                   | Team                   | Bil                | Totalt/poäng | Bästa placering           |
| ---- | -------------------------------------------------- | ---------------------- | ------------------ | ------------ | ------------------------- |
| 1975 | Standard Racing Sweden - Grupp 2 och 4 över 1150cc | ?                      | Fiat Abarth        | 11:a/2p      | ?                         |
| 1976 | SSK Racing Series - S1                             | ?                      | Dallara X1/9       | 4:a/31p      | ?                         |
| 1979 | Sports 2000 Sweden                                 | ?                      | Lola T492          | 11:a/11p     | ?                         |
| 1980 | Sports 2000 Sweden                                 | ?                      | Lola               | 3:a/39p      | ?                         |
| 1980 | Sports 2000 Sweden SSK                             | ?                      | Lola               | 2:a/?p       | ?                         |
| 1981 | Special Racing Sweden                              | ?                      | Fiat               | 9:a/3p       | ?                         |
| 1982 | Super Saloon                                       | ?                      | Dallara X1/9       | 10:a/4p      | ?                         |
| 1982 | Sports 2000 - Europe                               | ?                      | Royale             | 7:a/20p      | ?                         |
| 1982 | Sports 2000 - Lucas Nordic Cup                     | ?                      | Royale             | 4:a/46p      | ?                         |
| 1984 | Svenska F3-mästerskapet                            | ?                      | Ralt RT3 (Toyota)  | 1:a/63p      | 1:a på ? (Race ?)         |
| 1984 | Skandinaviska F3-mästerskapet                      | ?                      | ?                  | 9:a/10p      | ?                         |
| 1985 | Formula 3 European Cup                             | The Swedish Lions      | Ralt RT30 (Toyota) | 17:e         | 17:e                      |
| 1985 | Svenska F3-mästerskapet                            | ?                      | Ralt RT30 (Toyota) | 3:a/?p       | ?                         |
| 1985 | Nordiska F3-mästerskapet                           | ?                      | Ralt RT            | 9:a/4p       | ?                         |
| 1986 | Modsport 2 Sweden                                  | ?                      | Fiat Dallara       | 2:a/21p      | ?                         |
| 1987 | World Sports-Prototype Championship                | Team Tiga Ford Denmark | Tiga GC287 (Ford)  | -/0p         | 12:a på Jarama            |
| 1987 | World Sports-Prototype Championship - C2           | Team Tiga Ford Denmark | Tiga GC287 (Ford)  | 22:a/12p     | 3:a på Jarama             |
| 1989 | World Sports-Prototype Championship                | Roy Baker Racing       | Tiga GC289 (Ford)  | -/0p         | Diskvalificerad på Suzuka |
| 1991 | Kenwood Sportscar Cup                              | ?                      | Tiga (Hart)        | 1:a/88p      | ?                         |
| 1995 | REAB SportsCar Cup                                 | ?                      | Tiga               | 5:a/10p      | ?                         |

## Senare år
Efter den aktiva karriären har Lindström tagit klasser som Ginetta G20 Cup och Trofeo Abarth 500 Sweden till Sverige, samt varit med och startat Swedish GT Series. Dessa tre klasser kom under 2011 att ingå i Swedish Racing League, vilket Lindström, tillsammans med bland annat Stanley Dickens och Peter "Poker" Wallenberg, låg bakom. Swedish Racing League köptes dock upp av TTA till år 2012, vilka döpte om evenemanget till TTA – Elitserien i Racing. Lindström är dock fortfarande huvudansvarig för de tre tidigare nämnda klasserna. Han är även bilsportkommentator på Eurosport och brukar, ofta tillsammans med racerföraren Mattias Andersson, leda sändningarna av bland annat World Touring Car Championship.